# Dressed in Black
Dressed in Black es una canción del grupo inglés de música electrónica Depeche Mode compuesta por Martin Gore, publicada en el álbum Black Celebration de 1986.

## Descripción
De un álbum que se distinguió por una evidente alteración en el sonido que DM había manejado hasta ese momento, Dressed in Black es, junto con el tema epónimo Black Celebration, uno de los más oscuros y sórdidos, y tal vez aún más que aquel al dirigirse implícitamente a una mujer muerta, con lo cual continuaban acercándose a los discursos líricos provocativos.
El tema casi carece de musicalización, ésta solo es de una base muy poco electrónica y más bien experimental simulando sonidos orgánicos de vientos, si bien se haya conseguido con sintetizadores, por lo demás es un tema eminentemente vocal como queda en evidencia en y hacia la coda donde el canto singular de David Gahan se complementa con el coro de Martin Gore repitiendo “Dressed in Black again” (vestida de negro otra vez).
Junto con los otros temas cortos del álbum, Sometimes, It Doesn't Matter Two y World Full of Nothing, constituyen una extraña colección de piezas poco comerciales con letras que van de lo triste a lo auténticamente dramático, comenzando más propiamente la vertiente experimental del grupo tras de las fallidas intentonas de sus primeros álbumes.
Lo inentendible de la letra apenas si concuerda con lo extraño de la musicalización y la construcción de sus elementos, y aunque dista de ser un simple tema de amor trata sobre la fascinación que puede producir una chica en un hombre con un mensaje implícito de necrofilia, aunque para su momento no resultó en una propuesta muy escandalosa sino solo atrevida, además de que el grupo en aquellos años no optó por su comercialización relegando su posible impacto negativo en las ventas del disco que ya de por sí decayó mercantilmente con respecto a los anteriores.
Pese a ser el más parecido con la epónima Black Celebration, ello es únicamente en su inspiración al acercarse ambos al rock gótico que en esa década ya había ganado aceptación y salido de los terrenos subterráneos en que predominó durante sus inicios como género.
Aun así, no logra ser un tema tétrico o pecaminoso, solo un divertimento, una dedicatoria de amor encantado por los detalles más simples o banales como puede ser la vestimenta, y ciertamente poco se observó el verdadero sentido de su letra, por lo cual bien puede ser el tema más gótico de DM sin que nadie se haya percatado de ello, pero siempre será motivo de discusión atribuírselo.

## En directo
La canción hizo su debut en escenarios hasta el Exciter Tour del año 2001, quince años después de su publicación, como tema rotativo, cantado por Martin Gore y en una versión acústica con solo musicalización de Peter Gordeno con su sintetizador en modo piano; posteriormente se retomó en la misma forma en el Tour of the Universe, en su última etapa en el año 2010; posteriormente, se le retomó del mismo modo en algunas fechas del Memento Mori World Tour, por lo cual no ha llegado a ser interpretado por DM en la forma como aparece en el álbum.
- Datos: Q5814262